# 八村哲郎
八村 哲郎（はちむら てつろう、1964年〈昭和39年〉8月25日 - ）は日本の実業家。プラス・テク代表取締役社長。東ソー元執行役員。 内閣総理大臣（第102・103代）、自由民主党総裁（第28代） の石破茂は母方の叔父にあたる。

## 経歴
東京都出身。小野田セメント（現：太平洋セメント）取締役を務めた八村義郎の長男として生まれる。祖父は鳥取銀行頭取や鳥取ガス監査役を務めた八村信三。
1987年（昭和64年）3月早稲田大学第一文学部を卒業後、同年4月に東洋曹達工業（現：東ソー）入社。同社ゴム事業部企画管理課、ゴム課等を経て、2009年（平成21年）6月、プラス・テクへ出向。2010年（平成22年）6月、同社営業本部コンパウンド営業部長。
2013年（平成25年）6月、Philippine Resins Industries Inc.への出向を経て、東ソー化学品事業部企画管理室長に就任。
2023年（令和5年）6月、再びプラス・テクへ出向し、同社常務取締役営業本部長に就任。
2024年（令和6年）５月、プラス・テク常務取締役営業本部長 兼 東ソー執行役員を経て、同年6月、プラス・テク代表取締役社長に就任。

## 家族

### 八村家
- 祖父・信三（1908年（明治41年）12月29日生）
東京大学経済学部卒[2]。鳥取銀行元頭取[2]。鳥取ガス元監査役[2]。鳥取商工会議所元会頭[2]。

- 父・義郎（1934年（昭和9年）12月19日生）
京都大学法学部卒[2]。小野田セメント（現：太平洋セメント）元取締役[2]。
- 母・悠紀子（1940年（昭和15年）5月26日生）
東京女子大学文学部卒[2]。元国語教師[5]。父は建設事務次官、鳥取県知事、参議院議員、自治大臣などを歴任した石破二朗。

### 親戚
- 叔父・石破茂（1957年（昭和32年）2月4日生） 
慶應義塾大学法学部法律学科卒[2]。 内閣総理大臣（第102・103代）、自由民主党総裁（第28代）  [2]。
- 伯父・輝夫（1937年（昭和12年）10月8日生） 
鳥取銀行元頭取[2]。鳥取商工会議所元会頭[2]。鳥取環境大学元理事長[2]。
- 叔父・広三郎（1948年（昭和23年）6月29日生）
京都大学大学院工学研究科修了[2]。立命館大学情報理工学部情報理工学科教授[2]。